# Cykloheksanon
Cykloheksanon – organiczny związek chemiczny z grupy ketonów cyklicznych.
W temperaturze pokojowej jest bezbarwną, oleistą cieczą o zapachu przypominającym miętę lub aceton.

## Właściwości
- daje reakcje charakterystyczne dla ketonów alifatycznych
- tworzy krystaliczny oksym (o temperaturze topnienia 89-90 °C) z hydroksyloaminą
- daje pochodne z hydrazyną i jej pochodnymi

## Otrzymywanie
Cykloheksanon otrzymuje się m.in. z fenolu poprzez jego uwodornienie na katalizatorze palladowym:
Inna metoda jego syntezy to utlenianie cykloheksanu tlenem zawartym w powietrzu:
Proces ten został opracowany w Polsce i jest znany pod nazwą cyklopol.

## Zastosowanie
Cykloheksanon jest stosowany w przemyśle chemicznym do produkcji barwników i półproduktów garbnikarskich oraz garbników i żywic syntetycznych. Jest kluczowym surowcem do syntez wielkoprzemysłowych. Znajduje zastosowanie również przy produkcji kwasu adypinowego i ε-kaprolaktamu – półproduktów do produkcji włókien poliamidowych (stylonu, perlonu i nylonu). Około 95% produkowanego cykloheksanonu wykorzystuje się do wytwarzania nylonu-6. Cykloheksanon służy jako rozpuszczalnik octanu celulozy, nitrocelulozy, celuloidu, żywic naturalnych i winylowych, kauczuku, tłuszczów, olejów, wosków, szelaku i DDT.

## Toksyczność
Cykloheksanon działa drażniąco na drogi oddechowe i błony śluzowe oczu. Duże stężenie par wywołuje uszkodzenia wątroby i nerek. Wykazuje słabe działanie narkotyczne. Jest mniej toksyczny od cykloheksanolu.